# Filip I., grof Auvergnea
Filip Burgundski (10. studenog 1323. — 10. kolovoza 1346.) bio je francuski plemić koji je bio grof Auvergnea i Boulognea kao Filip I. Svoj položaj grofa Filip je imao iure uxoris.
Filipovi su roditelji bili Odo IV., burgundski vojvoda i Ivana III., burgundska grofica, kći francuskog kralja. Oko 1338., Filip se oženio Ivanom I., groficom Auvergnea. Ivanin i Filipov sin bio je Filip I., burgundski vojvoda.